# 리차드 코드래이
리차드 코드래이(Richard Cordray, 본명: Richard Adams Cordray, 1959년 5월 3일 ~ )는 미국 교육부 연방 학자금 지원의 COO로 근무하는 미국 변호사이자 정치인이다. 2012년부터 2017년까지 소비자 금융 보호국(CFPB)의 첫 번째 이사를 역임했다. 그 전에 코드래이는 오하이오주 법무장관, 법무관, 재무관 등을 다양하게 역임했다. 2018년 오하이오 주지사 민주당 (미국) 후보였다.
코드래이는 오하이오주 콜럼버스 (오하이오주) 근처에서 자랐으며 미시간 주립 대학교에 다녔다. 이후 그는 옥스퍼드의 브라세노스 칼리지에서 마셜 학위(Marshall Scholar)로 수학한 후 시카고 대학교 법학대학원에 다녔으며 그곳에서 로 리뷰(Law Review)의 편집장을 역임했다. 1987년에 그는 5번의 제퍼디! 챔피언을 달성했다.
코드래이는 1990년에 오하이오주 하원의원으로 선출되었다. 선거구 재조정 후 코드래이는 1992년 미국 하원의원에 출마하기로 결정했지만 패배했다. 다음 해에 그는 오하이오주 법무장관에 의해 오하이오주 최초의 법무차관으로 임명되었다. 변호사로서의 그의 경험으로 인해 그는 미국 대법원에 출석하여 6건의 사건을 변론했다. 1994년 오하이오 주 전체 선거에서 공화당이 승리한 후 코드래이는 임명된 직위를 떠나 변호사 개업에 들어갔다. 개인 변호사로 활동하는 동안 그는 1998년 오하이오주 법무장관, 2000년 미국 상원의원에 출마했지만 실패했다. 그는 2002년 프랭클린 카운티 재무장관으로 선출되었고 2004년 재선된 후 2006년 오하이오주 재무장관으로 선출되었다.
코드래이는 2008년 11월 오하이오주 법무장관으로 선출되어 2011년 1월에 끝나는 남은 임기를 채웠다. 2010년 코드래이는 전 미국 상원의원 마이크 더와인(Mike DeWine)에게 재선에 대한 입찰에서 패했다. 그는 2011년 7월 휴회 임명을 통해 CFPB 이사가 되었고 2013년 상원의 인준을 받았다. CFPB는 6년 동안 재직하는 동안 주택담보대출, 신용카드, 학자금 대출 등 소비자 금융 상품을 크게 개선하고 복귀했다. 2,900만 명의 미국인에게 120억 달러를 지원한다. 코드래이는 2017년 말 오하이오 주지사 선거에 출마하기 위해 기관을 떠났지만 선거에서 더와인에게 패했다. 2021년에 코드래이는 연방 학자금 지원 책임자로 임명되어 360만 명의 미국인에 대한 학자금 대출 탕감을 감독했다.